# Der Hahn und der Fuchs (La Fontaine)

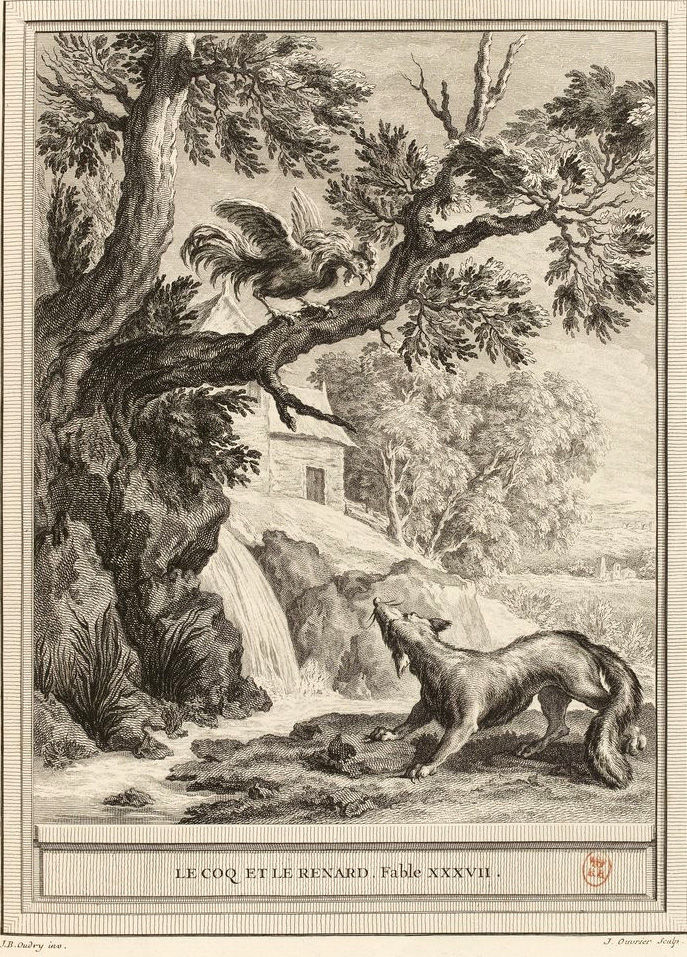
Kupferstich von Jean Ouvrier, nach einer Zeichnung von Jean-Baptiste Oudry

Der Hahn und der Fuchs (französisch: Le Coq et le Renard, AT 62) ist die 15. Fabel im zweiten Buch der Fabelsammlung des französischen Dichters Jean de La Fontaine. Das Märchen ist zudem auch im portugiesischen,  lettischen, litauischen und russischen Sprachraum bekannt.

## Handlung
Ein alter, gewitzter Hahn saß auf einem Baum, um die Hühner zu beobachten. Der Fuchs kam daher und sprach mit sanftmütiger Stimme:
„Lass heut uns endlich Frieden machen,

kein Streit sei zwischen uns fortan.

Ich bring die Botschaft dir.

Komm runter lass dich küssen.“
Der Fuchs erklärte, dass alle Tiere einen Friedensvertrag unterzeichnet hätten und er ihr Abgesandter sei. Der Hahn antwortete von seinem Ast herab, dass er sehen könne, wie zwei Windhunde sich nähern, wohl um die gleiche Kunde zu überbringen. Er warte nur ab, dass die Hunde eintreffen, damit sich alle umarmen könnten. Da sagte der Fuchs, er habe es eilig, die „frohe Botschaft“ zu verbreiten, und rannte weg – versprach aber noch, dass er später wiederkommen werde.

## Versionen
Eine litauische Version des Märchens findet sich an Stelle Nr. 14 des Werks Litauische Folklore, Gesamtred. K. Korsakas, III–IV (Vilnius 1965–1967). Diese wurde um 1937 aufgezeichnet und erhielt im Deutschen den Titel Der Birkhahn und der Fuchs. Im Lettischen existieren 13 Varianten des Märchens, im Litauischen 4. Varianten in denen der Fuchs behauptet, dass es verboten sei auf Bäumen zu sitzen, sind laut Bronislava Kerbelytės Litauische Volksmärchen nur aus lettischen und litauischen Texten bekannt, allerdings ist auch in Alexander Nikolajewitsch Afanassjews Werk Russische Volksmärchen (Wien, 1906) davon die Rede. Afanassjews Version bekam im Deutschen die Titel Die Füchsin und das Birkhuhn sowie Der Fuchs und der Birkhahn.
Es existiert auch eine ähnliche portugiesische Version von Maria Ermelinda Peixoto, die ins Deutsche mit Der Fuchs und der Hahn übersetzt wurde.

## Analyse
Ähnlich wie in einigen anderen Fabeln, stehen sich auch hier zwei alte Widersacher gegenüber. In dieser Fabel verhalten sich die beiden Gegner altbewährt, jedoch ist der Dialog der Protagonisten nicht feindschaftlich, sondern voller brüderlicher Liebe, Frieden und Freude. Normalerweise beeinflusst das Gespräch der Fabeltiere nicht den Ausgang der Geschichte, wie beispielsweise in der Fabel Das Lamm und der Wolf.
In Le Coq et le Renard, geben beide Gesprächspartner ihren wahren Vorwand bis zuletzt nicht preis. Die Fähigkeit der Tiere, durch Sprache zu täuschen, macht das Gedicht viel komplexer und es entsteht das Epimythion: „c’est double plaisir de tromper le trompeur“ (der betrogene Betrüger); die tierische Sprache bereichert in diesem Fall durchgehend das Gedicht, transformiert es aber erst am Ende.